# Nina Arciševskaja
Nina Vjačeslavovna Arciševskaja (nacida el 22 de febrero de 1933 en Moscú) es una exjugadora de baloncesto rusa. Consiguió 4 medallas en competiciones oficiales con URSS.